# Pseudolycoriella subovistyla
Pseudolycoriella subovistyla är en tvåvingeart som beskrevs av Mohrig, Roeschmann och Björn Rulik 2004. Pseudolycoriella subovistyla ingår i släktet Pseudolycoriella och familjen sorgmyggor.
Artens utbredningsområde är Puerto Rico. Inga underarter finns listade i Catalogue of Life.